# ستيفان شنايدر (لاعب هوكي الجليد)
ستيفان شنايدر هو لاعب هوكي الجليد سويسري، ولد في 11 يوليو 1975.

## وصلات خارجية
- ستيفان شنايدر على موقع EliteProspects.com (الإنجليزية)